# Scharans
Scharans (rätoromanska: Scharons) är en ort och kommun i regionen Viamala i kantonen Graubünden, Schweiz. Kommunen har 838 invånare (2023). Den ligger på östra sidan av floden Hinterrhein, strax ovanför den medeltida köpingen Fürstenau, och består förutom av huvudbyn Scharans även av mindre byn St. Agatha.

## Språk
Det traditionella språket var sutsilvansk rätoromanska. Närheten till de redan från medeltiden förtyskade samhällena Thusis och Fürstenau ledde till att tyska språket började vinna allt större insteg under slutet av 1800-talet och vid mitten av 1900-talet hade tagit över närmast helt och hållet.

## Religion
Kyrkan är sedan 1530 reformert. Nuförtiden finns en betydande katolsk minoritet som söker kyrka i den längre norrut belägna byn Almens. 

## Historia
I Scharans verkade prästen och politikern Jörg Jenatsch som predikant under tidigt 1600-tal.

## Utbildning
Scharans har en tyskspråkig låg- och mellanstadieskola, medan högstadieeleverna går i den södra grannkommunen Sils.

## Arbetsliv
Mer än hälften av de förvärvsarbetande pendlar ut från den egna kommunen, främst till den närbelägna distriktshuvudorten Thusis men i nästan lika hög grad till kantonshuvudstaden Chur.